# Przejście graniczne Boboszów-Dolní Lipka
Przejście graniczne Boboszów-Dolní Lipka – polsko-czeskie drogowe przejście graniczne położone w województwie dolnośląskim, w powiecie kłodzkim, w gminie Miedzylesie, w miejscowości Boboszów, zlikwidowane w 2007.

## Opis
Przejście graniczne Boboszów-Dolní Lipka z miejscem odprawy granicznej po stronie czeskiej w miejscowości Dolní Lipka, czynne było całą dobę. Dopuszczony był ruch pieszych, rowerzystów, motocykli, samochodów osobowych, autokarów, samochodów ciężarowych zarejestrowanych w Polsce i Czechach o dopuszczalnej ładowności do 3,5 tony, z wyłączeniem ładunków niebezpiecznych i mały ruch graniczny. 6 kwietnia 2007 rozszerzono ruch samochodów ciężarowych na wszystkie kraje. Kontrolę graniczną osób, towarów oraz środków transportu wykonywała kolejno: Graniczna Placówka Kontrolna Straży Granicznej w Międzylesiu, Placówka Straży Granicznej w Międzylesiu.
Do przejścia granicznego można było dojechać drogą krajową nr 33, a od strony Czech drogą I kategorii nr 43.
21 grudnia 2007 na mocy układu z Schengen przejście graniczne zostało zlikwidowane.

### Przejścia graniczne z Czechosłowacją
W okresie istnienia Czechosłowackiej Republiki Socjalistycznej funkcjonowało w tym miejscu polsko-czechosłowackie drogowe przejście graniczne Boboszów. Czynne było codziennie przez całą dobę. Dopuszczony był ruch osobowy i towarowy i od 28 grudnia 1985 mały ruch graniczny I kategorii. 
Do przekraczania granicy państwowej uprawnieni byli obywatele następujących państw:
1. Ludowej Republiki Bułgarii
2. Czechosłowackiej Republiki Socjalistycznej
3. Niemieckiej Republiki Demokratycznej
4. Polskiej Rzeczypospolitej Ludowej
5. Socjalistycznej Republiki Rumunii
6. Węgierskiej Republiki Ludowej
7. Związku Socjalistycznych Republik Radzieckich.

Kontrolę graniczną osób, towarów oraz środków transportu wykonywała Graniczna Placówka Kontrolna Międzylesie.
W październiku 1945 na granicy polsko-czechosłowackiej, w ramach tworzących się Wojsk Ochrony Pogranicza utworzono Przejściowy Punkt Kontrolny Międzylesie – drogowy III kategorii.

## Galeria

Przejście graniczne Boboszów-Dolní Lipka
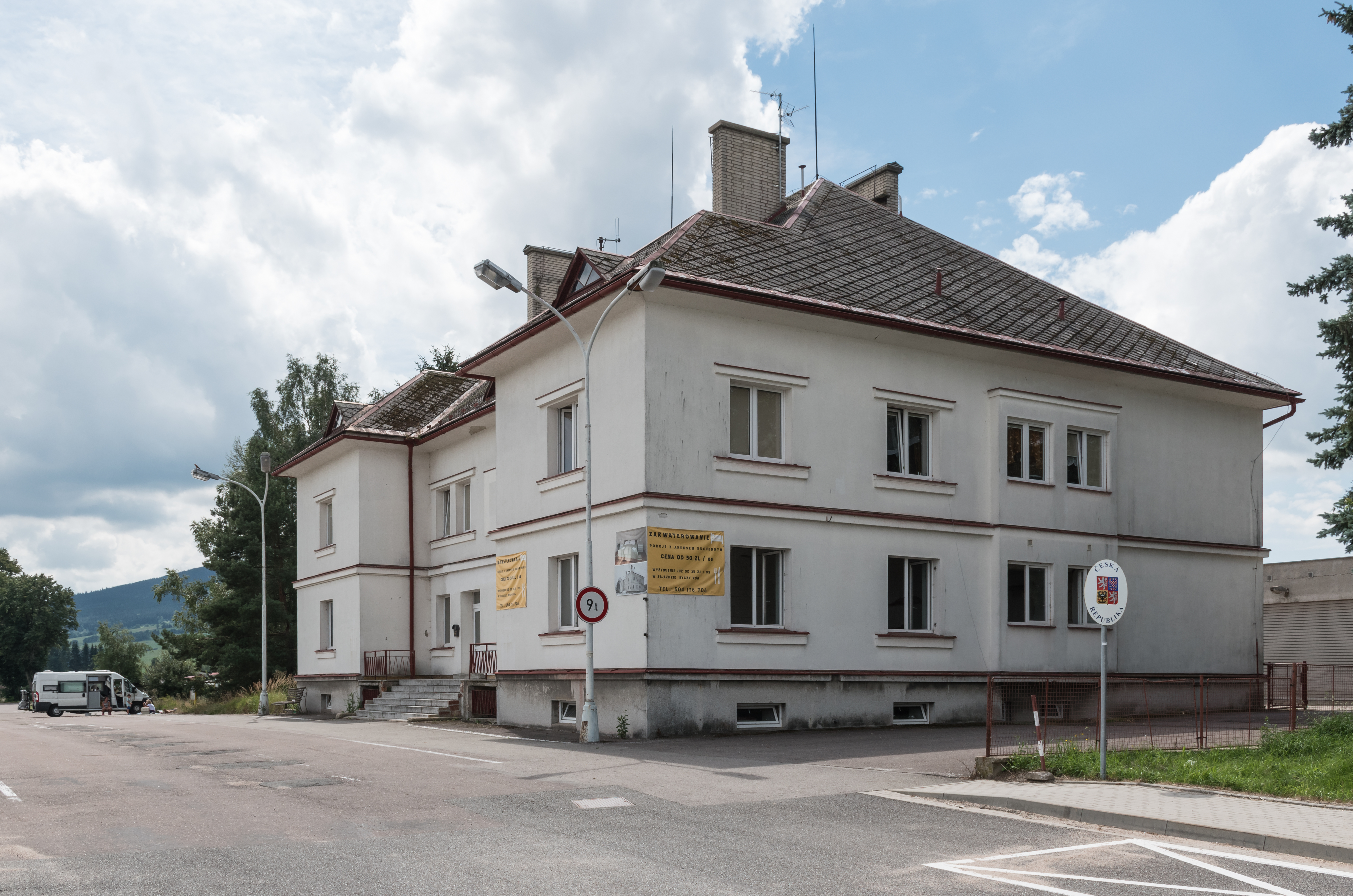
Widok od strony polskiej
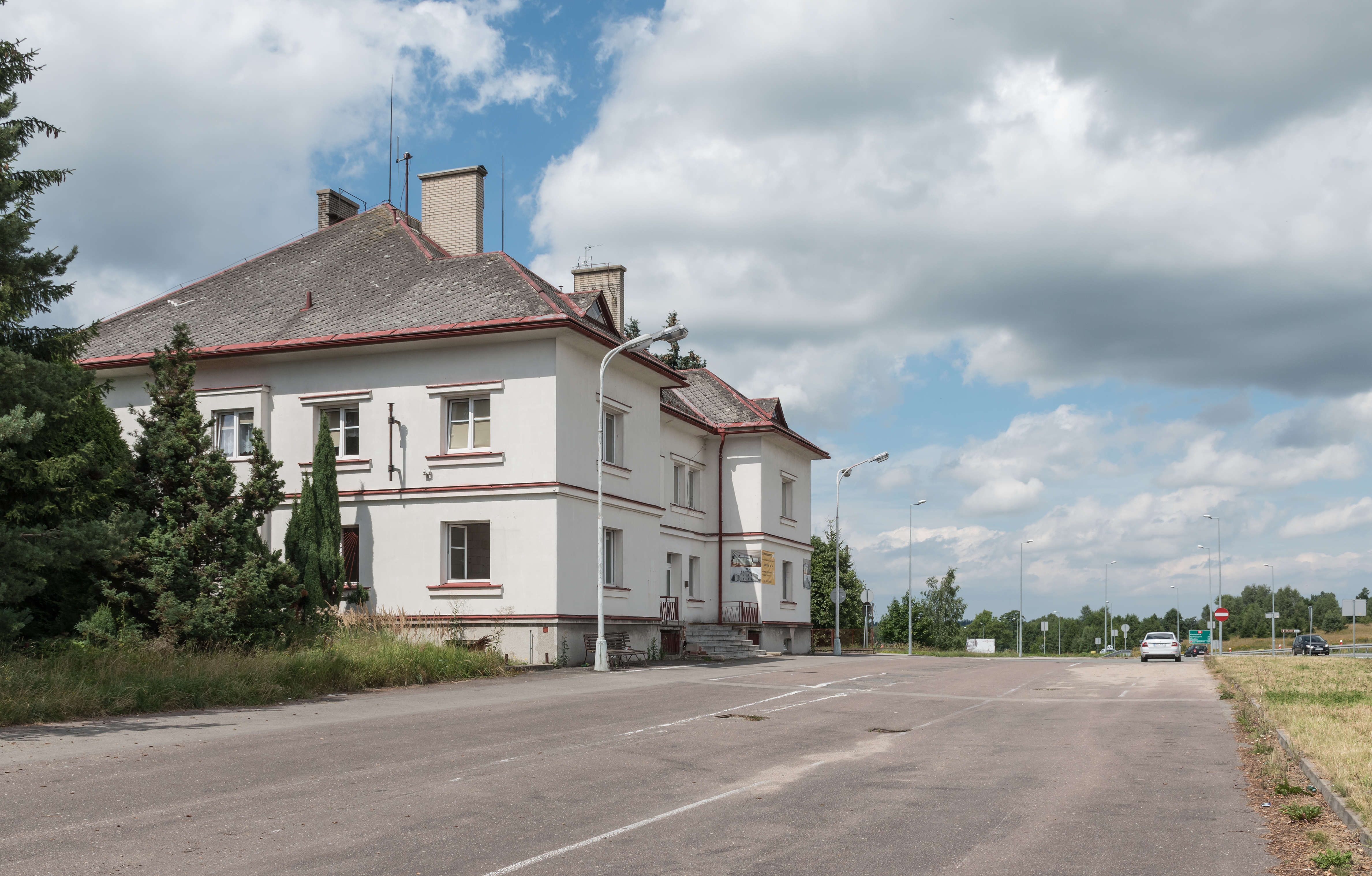
Widok od strony czeskiej

Stemple kontroli granicznej
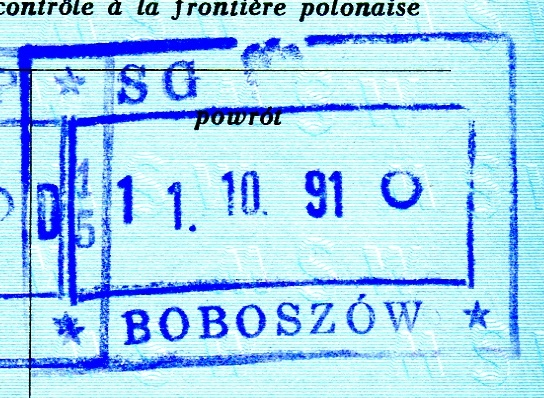
Polski stempel kontroli granicznej (październik 1991)
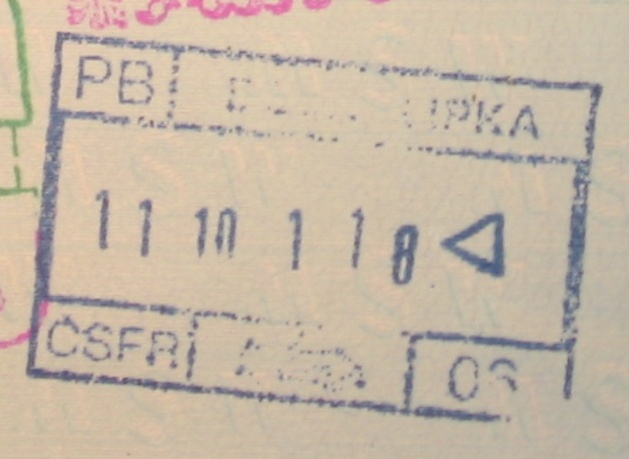
Czechosłowacki stempel kontroli granicznej